# Vinayagamoorthy Muralitharan
Vinayagamoorthy Muralitharan (alias: Coronel Karuna Ammán; en tamil: விநாயகமூர்த்தி முரளிதரன், nacido en 1966) es un político y exmilitar srinlankés. Después de combatir durante 20 años para los Tigres de Liberación del Eelam Tamil (LTTE), saltó a la fama cuando asumió como líder de los Tigres de Liberación Popular Tamil (TMVP), una facción disidente del LTTE.
Después de renunciar a las armas e ingresar a la política, fue nombrado en 2008 como miembro del Parlamento durante el mandato del Presidente Mahinda Rajapaksa y el gobierno de la Alianza por la Liberación de los Pueblos Unidos (UPFA), y asumió como Ministro de Integración Nacional el 9 de marzo de 2009. Posteriormente se unió al Partido de a Libertad de Sri Lanka, el partido más grande de la coalición del UPFA, y el 24 de abril de 2009, asumió como vicepresidente del partido.

## Biografía
Muralitharan nació en Kiran, en el distrito Batticaloa, ubicado al este de Sri Lanka, siendo hijo de Vinayagamoorthy, un agricultor de la casta Vaisyas (Agricultura y Comunidad Empresarial). Se unió al LTTE en 1983 y pasó a ser comandante superior de la Provincia Oriental. También fue escolta del caudillo del LTTE Velupillai Prabhakaran.

## Rotura con el LTTE
En marzo de 2004, Muralitharan rompió vínculos con el LTTE, luego de que consideraba de que el grupo ignoraba los intereses de los tamiles de la zona este del país, y afirmó haber renunciado a la violencia desde ese momento. Se considera que su salida del grupo, más la creación del TMPV y a su renuncia al terrorismo, se convirtió en el punto de inflexión que puso fin a dos décadas y media de la guerra civil en Sri Lanka. Traicionó y colaboró en la toma de las bases del LTTE. El exparlamentario Seyed Ali Zahir Moulana ha sido considerado como la figura clave en la renuncia del TMPV al terrorismo, quienes a su vez se unieron a la principal corriente de la democracia.
El LTTE declaró que la verdadera razón por la que Muralitharan, fue porque la rama de inteligencia del LTTE lo estaba investigando por una presunta mala conducta financiera y personal, calificando su salida del grupo como una ''aberración temporal''. Los Tigres reaccionaron a su deserción con numerosos ataques en contra del TMPV, y se produjeron fuertes enfrentamientos entre ambas facciones. El LTTE declaró haber desmantelado al TMPV en los territorios que estos controlaban hacia mediados de 2004.
Aun así su grupo, apodado la Facción Karuna por los medios de comunicación, continuó con sus operaciones en una base al sureste de Sri Lanka, con un grupo estimado de cientos de soldados. También atacaron regularmente al LTTE. En 2006, las Fuerzas Armadas de Sri Lanka lanzaron una gran campaña para expulsar al LTTE del este del país, junto con la ayuda de la Facción Karuna.
Karuna ha dicho que Prabhakaran intencionalmente convocó diálogos de paz con los rebeldes con el objetivo de que cesaran las hostilidades para así poder rearmarse y continuar con el conflicto.
Karuna también declaró que tras la escisión del TMVP del LTTE, este último perdió el 70% de sus capacidades para continuar el conflicto.

## Publicidad
En marzo de 2007, el Coronel Karuna junto con el Comandante Supremo Pillaiyan, Comandante Jeyam y otros oficiales del TMVP, pasaron 2 días en la base de esa facción en el este del país. Varias de sus declaraciones fueron ampliamente difundidas por el país.
Al propio tiempo, el TMVP anunció que estaba instalando una "fuerza de ataque especial" y una "fuerza de ataque del espías". La cohesión interna dentro del TMVP ha sido un problema, especialmente en las diferencias entre Pillaiyan y Karuna sobre las finanzas del grupo. Entre mayo y junio, varios de sus miembros fueron asesinados tras enfrentamientos entre facciones, que provocó la muerte de Senthujan Senthamorthanan, oficial de inteligencia. Otro miembro del TMVP llamado Seelan, también resultó herido, pero logró huir. Según los informes, Pillaiyan era el objetivo de los ataques, pero huyó hacia Trincomalee con cerca de 200 partidarios, aunque desde entonces se ha reconciliado con Karuna.

## Acusaciones de violaciones a los DD. HH.
Coronel Karuna fue el líder del LTTE en la Provincia del Este en 1990, período en el que en junio de ese año, 113 oficiales de policía que se habían rendido ante ellos, fueron posteriormente masacrados.
Cuándo el Coronel Karuna era miembro del LTTE, también estuvo involucrado en la masacre de musulmanes, incluyendo las masacres de Kattankudy y Erovar en la Provincia del Este.  Según fuentes de la inteligencia srilankés, "Karuna no estaba en la Provincia del Este, en el momento en que ocurrieron los ataques hacia Kattankudy y Eravur. Sin embargo, fue interceptado dando órdenes a sus hombres del este, en relación a diversas acciones".
Reporteros Sin Fronteras (RSF), lo acusaron de censurar a periodistas locales, formando escuadrones de la muerte para silenciar a aquellos que se oponían a su puntos de vista.
Sus grupos armados han sido acusados por varias organizaciones de derechos humanos, por el incremento de las desapariciones de civiles en la península de Jaffna. También se les ha acusado por realizar atentados contra la población civil mediante escuadrones de la muerte. Han sido acusados por la Unicef, Human Rights Watch, y otros grupos por hacer uso de niños soldado dentro de sus filas.  Además, un informe por el Departamento de Estado de los Estados Unidos afirma que el Grupo Karuna ''pudo estar involucrado en el asesinato de 20 civiles''.
Karuna ha negado rotundamente estas acusaciones durante varias entrevistas, afirmando de que el LTTE está intentando desprestigiar su grupo.

## Encarcelamiento en el Reino Unido
Karuna fue detenido en Londres el 2 de noviembre de 2007, tras una operación en conjunto entre la Policía Metropolitana y la Agencia de Inmigración y Frontera. Se cree que fue descubierto con un pasaporte falso y armas de fuego. Según el Sunday Times, un diario inglés semanal publicado en Sri Lanka, las autoridades británicas han afirmado tener las evidencias suficientes para demostrar que el gobierno de Sri Lanka fue cómplice a ayudar a Karuna, para que recibiera un pasaporte diplomático.
Karuna dijo en la corte que el gobierno, a través de Secretario Permanente de Defensa Gotabhaya Rajapaksa, le había otorgado el pasaporte. El 25 de enero de 2008fue condenado a 9 meses en prisión. Fue transferido a un centro de detención de inmigrantes en mayo de 2008.
Varias organizaciones de derechos humanos lideradas por Amnistía Internacional instaron a la Policía Metropolitana a investigar a Karuna por crímenes de guerra, entre los que incluían tortura, toma de rehenes y reclutamiento de niños soldados. La Policía no respondió ante estas demandas, y fue deportado a Sri Lanka el 3 de julio de 2008.